# 環保汽車尿素

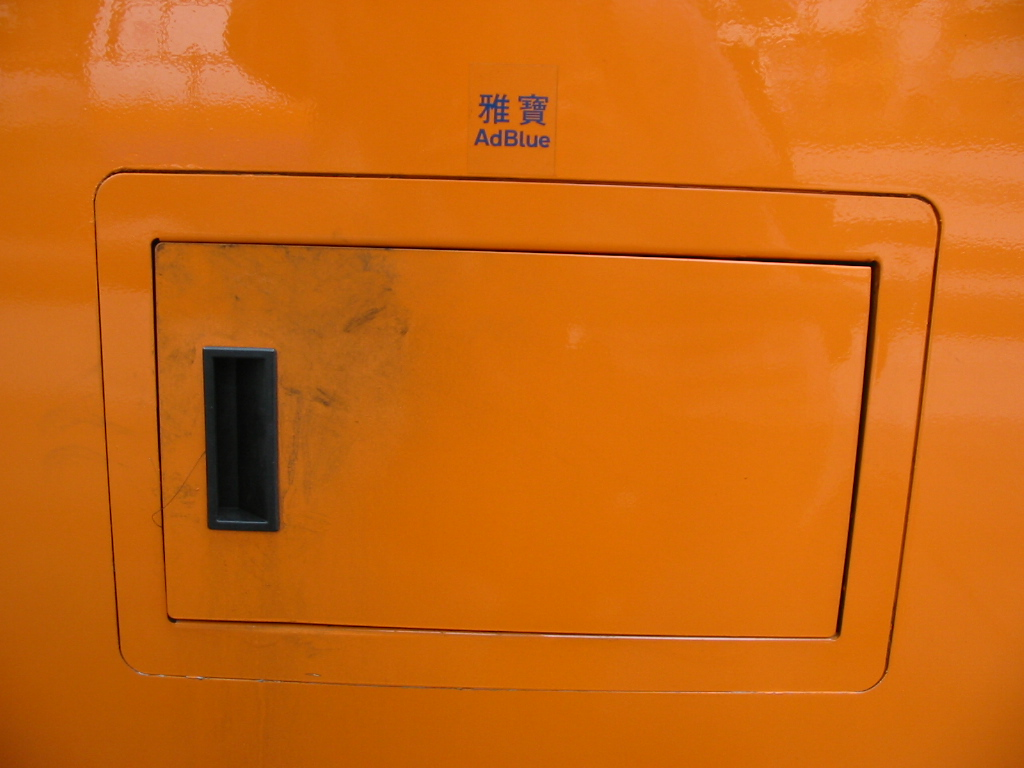
新巴的AdBlue注入口（新巴稱雅寶）

環保汽車尿素（英語：Diesel exhaust fluid，直譯為“柴油尾气处理液”，正式學名為AUS32，美加地區稱之DEF(Diesel Exhaust Fluid)，歐洲地區稱之AdBlue，普稱車用尿素，中國於2012年定名為氮氧化物還原劑），皆指同一產品，是一種用於柴油車輛上的廢氣处理物質。AdBlue由32.5%尿素和67.5%的去離子純水所合成。
當中AdBlue為德國汽車工業協會（Verband der Automobilindustries）的註冊商標，須經德國汽車工業協會審核通過符合ISO 22241標準，方可授權使用。

## 应用原理
汽车尿素用于柴油车辆的選擇性催化還原器（Selective Catalytic Reduction，SCR）系统中，用于减少废气中的氮氧化物。汽車尿素在尿素混合器中与燃燒過的廢氣混合，被熾熱的廢氣轉化成氨（Ammonia，NH3），而氨在催化轉換器內与废气中的氮氧化物（NOx）產生化學還原作用，轉換成不影響自然環境的氮（Nitrogen）和水。
柴油和汽車尿素的消耗比例比例通常為20:1（即每使用20份的柴油，便需要1份尿素）。

## 香港使用汽車尿素的情況

### 試驗階段
在香港，大部分商用車若排放為歐盟四型以上均有使用尿素（標緻、大眾汽車、現代汽車、福特汽車、日產、豐田、五十鈴、部分的斯堪尼亞、雷諾、猛獅和日野商用車除外），如果不注入尿素，或該車的尿素缸沒有尿素，該車會被鎖上，或馬力降至正常的六成，直至有尿素進入尿素缸為止。
九巴於2006年引入第一部歐盟四型巴士，即編號為ATEU1的Enviro500巴士。該部巴士使用SCR技術達到歐盟四型廢氣排放標準，因此成為第一部使用尿素的專營巴士，荔枝角廠亦率先裝設尿素設備。其後，城巴、新巴及龍運巴士引入的Enviro500及B9TL等新款巴士亦使用了SCR技術，因此有關的巴士公司亦陸續裝設了尿素設備。
現時需要使用尿素的香港專營巴士型號包括亞歷山大丹尼士Enviro500（歐盟四／五型）、Enviro400、Enviro200、Enviro500MMC、富豪B9TL（歐盟四／五型）、B7RLE、B8L等。
2010初，政府開始與主要的巴士公司探討為歐盟二期和三期巴士安裝選擇性催化還原器（SCR）的可行性，但當時九巴曾指舊巴士空間有限，技術上不可行。在2010年的施政報告中，政府表示正聯同專營巴士公司試驗安裝SCR，並表示若試驗成功，將由政府出資全面安裝，而巴士公司則承擔日後的額外營運及保養費用。2011年第三季，一輛九巴富豪奧林比安（AV408／HR2088）經過一連串的廢氣測試後，加裝了SCR設備，成為首輛加裝SCR設備的歐盟二型巴士；其後，一輛城巴丹尼士三叉戟三型（2209／HW3621）及一輛九巴Enviro500（ATE40／LB6946，歐盟三型引擎）亦同樣地在香港專業教育學院青衣分校加裝了SCR設備。這些巴士先在不載客的情況下裝上了特別的儀器進行測試，及後亦有在拆除特別儀器後進行載客測試。
政府已為另外三輛試驗巴士（包括二輛歐盟二期和一輛歐盟三期型號的巴士，其中包括新巴1407及已退役的城巴555）加裝SCR設備，並已於2012年2月尾完成加裝。政府會在開展試驗後的六個月檢討初步試驗數據，以早日了解為這些型號的歐盟二期及三期巴士大規模加裝「選擇性催化還原器」的可行性和減少污染物的成效。試驗將於2012年尾結束，初步測試結果顯示加裝是可行的，並能有效減少氮氧化物的排放。

### 大規模安裝AdBlue
鑑於上述滿意的試驗結果，政府決定全數資助專營巴士公司在歐二及歐三巴士加裝選擇性催化還原器的資本開支。截至2013年4月底，共有5707輛專營巴士，當中有749輛為將2015年或之前退役的歐一巴士。雖然歐二及歐三巴士總數超過3800輛，但並非所有這些巴士均適合加裝催化器。根據《審計署署長第五十九號報告書》，獲選進行加裝的車輛應有一段合理的服務年期，才有理據支持資助加裝費用。剩餘服務年期少於兩年的歐二及歐三巴士共有1800輛，這些巴士會被排除於加裝範圍之外。當局亦須排除另外280輛沒有足夠空間加裝催化器的巴士。由於將加裝計劃範圍局限於6個主要巴士型號會更有成效，約400輛其他數量相對較少型號的巴士亦會被排除在加裝範圍外，餘下1384輛來自九巴、城巴、新巴及龍運的歐二及歐三巴士會進行安裝。
基於選擇性催化還原器必要成份的貴金屬現價、在擠迫引擎空間進行加裝工作的複雜程度，以及4年保養安排等因素影響，為一輛巴士加裝選擇性催化還原器的最新估計費用約為250,000元。由於有1384輛巴士符合加裝資格，所需費用約為3億5,000萬元，加上預留約15%作為應急費用，以應付通脹及外幣匯率和貴金屬價格的波動，擬議為歐二及歐三巴士加裝選擇性催化還原器計劃總預算約為4億元。
九巴／龍運及城巴／新巴預計分別需支付約1.31億元及1,900萬元，作為尿素和額外燃料以及加強保養的費用。巴士公司會把該等開支包括在營運成本內，營運成本是政府就專營巴士票價調整安排會考慮的六個因素之一，這些開支對巴士票價可能會構成壓力。
立法會在2013年7月批准有關撥款，四間專利巴士公司於翌年年底起，陸續為丹尼士三叉戟、配置歐盟三型引擎的Enviro 500以及富豪超級奧林比安12米加裝SCR設備，以便最遲在2015年底完成加裝工程。環境保護署和運輸署會監察加裝計劃的進行，包括為一些已安裝的巴士進行廢氣排放測試。而新巴所有富豪超級奧林比安12米、丹尼士三叉戟巴士10.6米和11米巴士及部份丹尼士三叉戟巴士12米（1131-1190、1210-1219、3301-3360、3031-3062、3601）均已安裝AdBlue設備。
2015年，九巴將部份巴士安裝AdBlue設備繼續測試（3ASV116、3ASV117、3ASV363、3ASV364、3ASV415、3ASV416、ATE139、ATE233、ATE256、ATR263、ATR266、ATR269、ATR271、ATR333、ATR335、ATR388、ATR390、ATS83、ATS89），與沒有安裝設備的巴士一併試行。試驗結束後，九巴和龍運於2017年7月起為配置歐盟三型引擎富豪超級奧林比安12米（3ASV142-492）、丹尼士三叉戟（ATS51-95、98-100）及配置歐盟三型引擎Enviro 500（ATE、801-808）巴士加裝AdBlue。而猛獅24.310、Neoplan Centroliner、Neoman A34、富豪超級奧林比安10.6米及歐盟三型富豪B9TL（AVBE、AVBW）則沒有加裝AdBlue。
至於同樣配置Volvo D10A-285引擎，配上Wright Explorer車身的富豪超級奧林比安（AVW），其引擎系統能結合內置柴油廢氣催化技術以達至歐盟四期標準，因此未有安裝AdBlue設備。
截至2017年3月，268輛歐盟二型和95輛歐盟三型專營巴士已加裝選擇性催化還原器，其餘1030輛歐二與歐三巴士加裝工作於2017年年底前完成。

## 中国大陆的使用情况
对于国三排放标准的柴油车辆，只需使用高压共轨燃油喷射便可达标，无需使用车用尿素。自2013年7月全国实施重型车辆国四排放标准（北京地区早至2011年1月）以来，由于氮氧化物与颗粒物排放限值均有明显提高，大部分汽车与发动机制造商便采用选择性催化还原法（SCR）技术减少排放，但也有发动机厂商采用不用车用尿素的EGR（废气再燃循环）技术。对于更高的排放标准，则需要SCR与其他一些技术，如颗粒物过滤器（DPF）、柴油氧化催化器（DOC）、EGR等配合使用。对于轻型柴油发动机，采用EGR+DPF的技术组合也可实现国五排放标准，而无需使用车用尿素。

## 外部連結
- VDA website entry on Adblue （页面存档备份，存于）
- FactsAboutSCR.com North American SCR Stakeholders Group
- (PDF). November 2010  [2017-08-03]. （原始内容 (PDF)存档于2017-08-04）.
- (PDF). September 2014  [2017-08-03]. （原始内容存档 (PDF)于2018-10-12）.

1. ↑  為專營巴士加裝選擇性催化還原器 （页面存档备份，存于），立法會環境事務委員會特別會議，2013年6月14日
2. ↑  當局花四億巴士裝催化器 （页面存档备份，存于），2013年6月11日
3. ↑  立會討論巴士催化器撥款 議員憂漲車費 （页面存档备份，存于），大公報，2013年6月15日
4. ↑   (PDF).   [2018-03-29]. （原始内容存档 (PDF)于2020-10-21）.
5. ↑  新巴車隊安裝氨素缸消息 （页面存档备份，存于），HKitalk.net
6. ↑  Hong Kong breakthrough makes Wright Group, Wrightbus, 2003.（archive.org存檔）
7. ↑  The Wright Double Deck for KMB, Wrightbus, 2003.（archive.org存檔）
8. ↑  九巴「前衛」巴士正式投入服務 （页面存档备份，存于），九巴新聞稿（hokitman存檔）
9. 1 2  .   [2020-03-03]. （原始内容存档于2020-03-03）.